# سام براون (سياسي)
سام براون (بالإنجليزية: Sam Brown)‏ هو سياسي جامايكي، ولد في 16 ديسمبر 1925، وتوفي في أغسطس 1998.